# Galvanometer

Schematischer Aufbau eines Galvanometers nach Weston, wie es in Drehspulmesswerken zur Strommessung verwendet wird – schräge Sicht auf Rahmenspule und ihre Drehachse

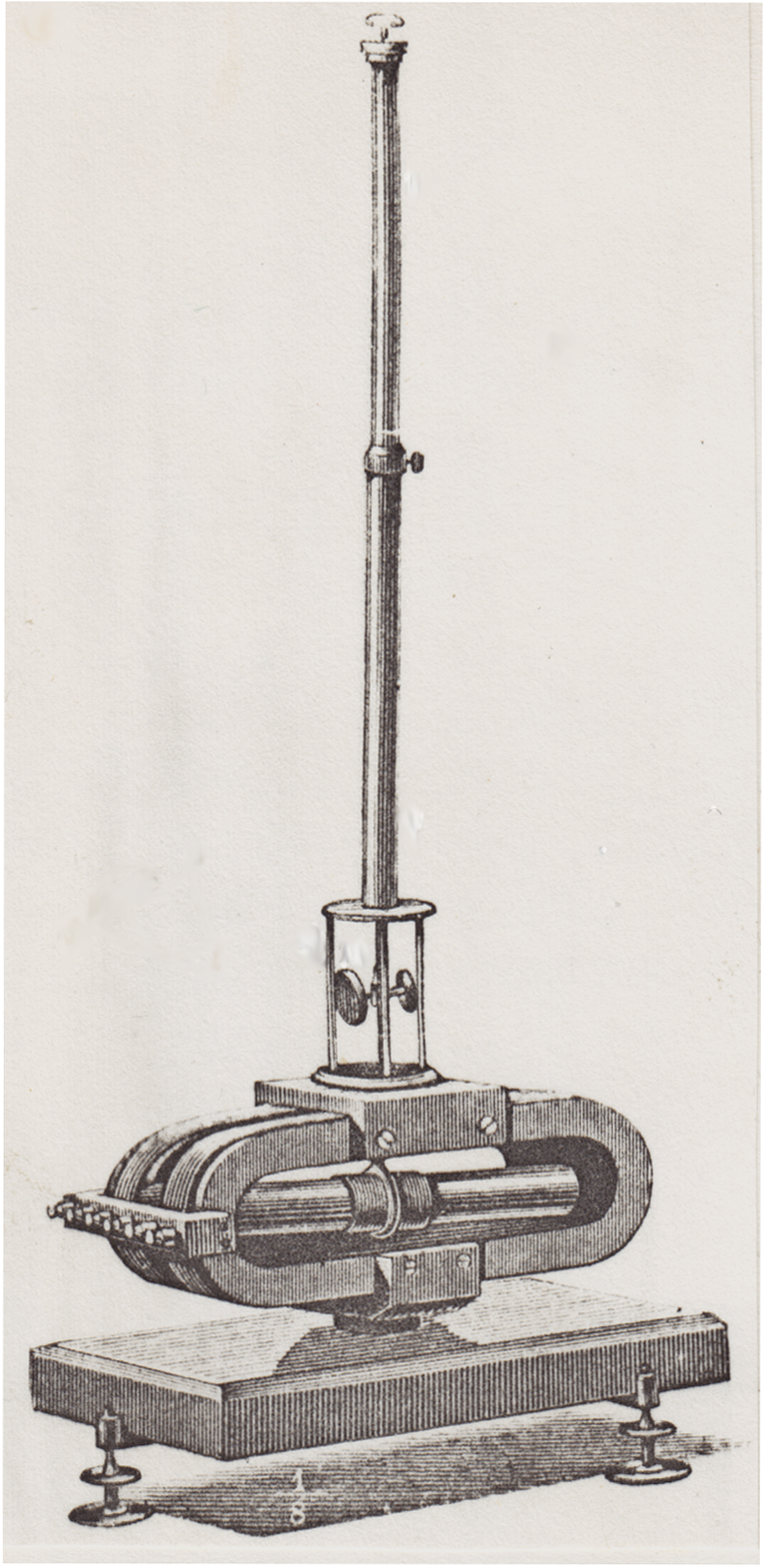
Ursprünglicher Schweigger-Multiplikator, wie ihn Gauß und Weber in ihrer Telegrafenlinie 1833 in Göttingen verwendeten

Ein Galvanometer (zunächst auch Schweigger-Multiplikator genannt oder ebenso veraltet auch Rheometer) ist ein elektromagnetisches und elektromechanisches Strommessgerät, bei dem das durch elektrischen Strom erzeugte Magnetfeld genutzt wird, um eine mechanische Drehbewegung zu erzeugen, die proportional zur Stromstärke ist.
Dieses Prinzip wird unter anderem auch in Drehspulmesswerken in Kombination mit einem Zeiger und einer Skala als Anzeigeinstrument verwendet. Weitere Anwendungen liegen beim Galvanometerantrieb, welcher zur schnellen Winkelverstellung für Lichtzeiger, Scanner oder in CD‑Spielern verwendet wird. Das Galvanometer ist nach dem italienischen Arzt und Forscher Luigi Galvani (1737–1798) benannt.

## Geschichte

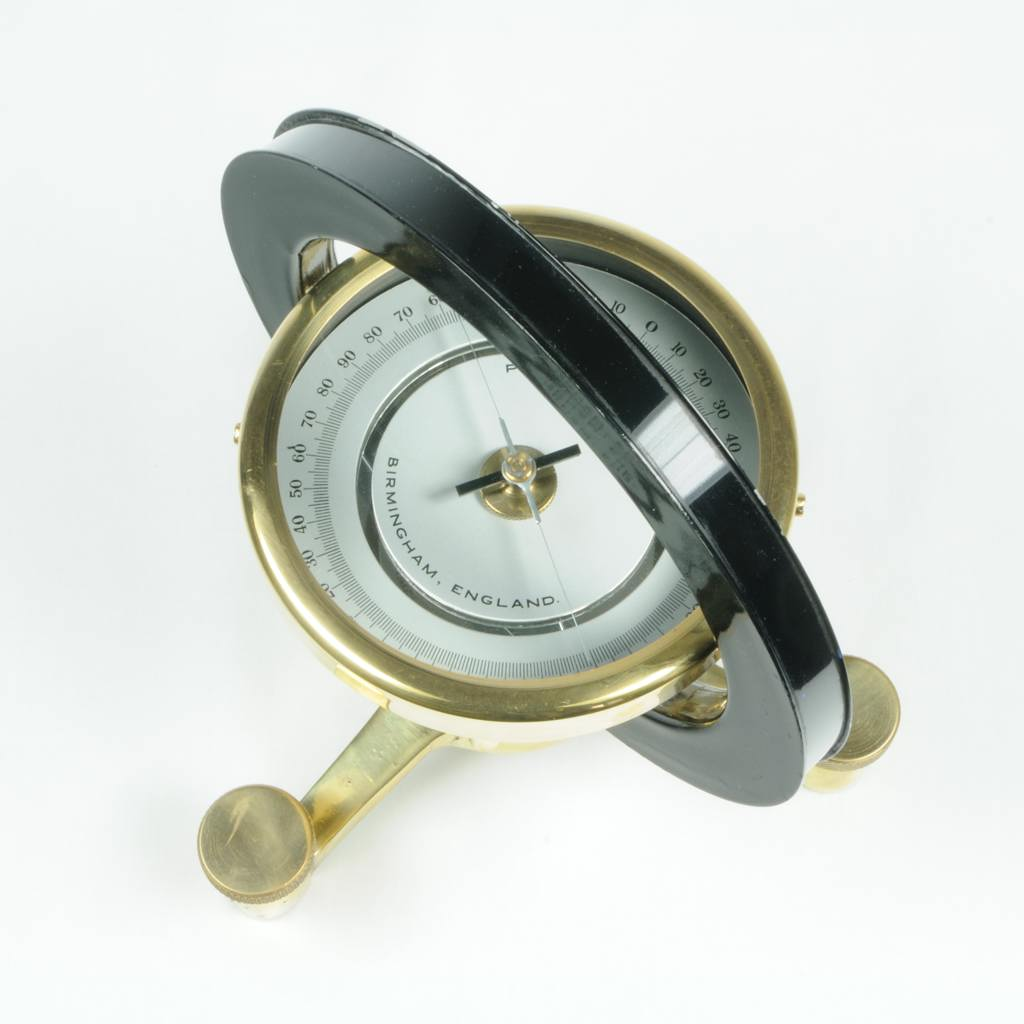
Frühes tangentiales Galvanometer mit Kompass (Bussole), waagerecht justierbar in der schwarzen Ringspule, in der der Messstrom fließt

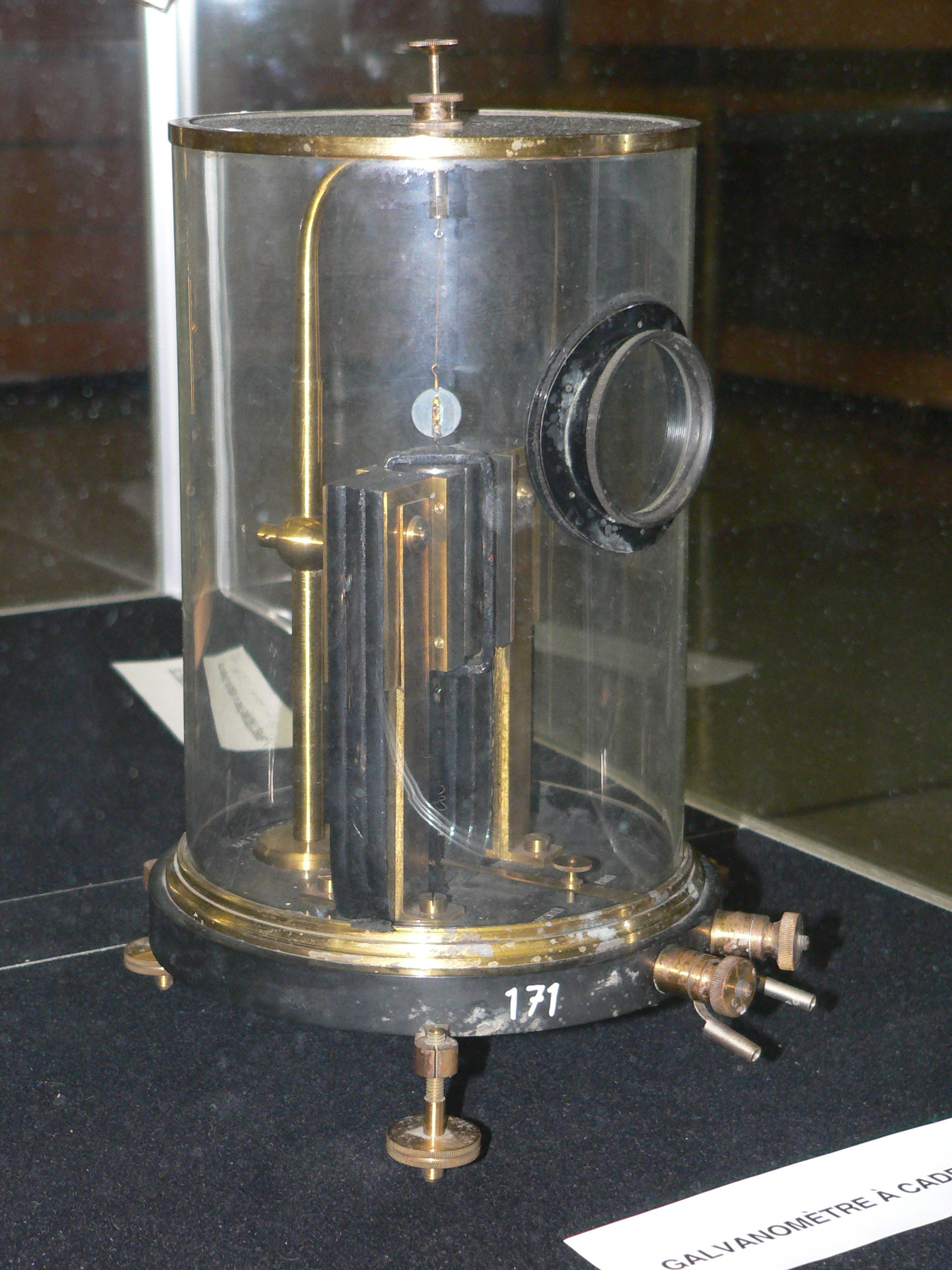
Spiegelgalvanometer nach d’Arsonval. Oberhalb des schwarzen Dauermagneten ist der kleine kreisrunde Spiegel auf der Achse erkennbar

Galvanometer waren die ersten Messgeräte zur Messung des elektrischen Stroms. Das zugrundeliegende Prinzip wurde von Hans Christian Ørsted an der Auslenkung magnetischer Kompassnadeln beobachtet, wenn in der Nähe ein elektrischer Leiter, wie z. B. ein Stück Draht, durch Strom durchflossen wurde. Der Grad der Auslenkung der Kompassnadel im Erdmagnetfeld entsprach dabei (nichtlinear) der Stromstärke durch den Draht.
Die Bezeichnung Galvanometer geht auf Arbeiten von Johann Salomo Christoph Schweigger an der Universität Halle im Jahr 1820 zurück. Es folgten konstruktive Verbesserungen, unter anderem dadurch, dass der Draht in mehreren Windungen um die Magnetnadel geführt wurde, um den Effekt der Auslenkung bei schwachen Strömen zu vervielfachen. Da die Windungen den gleichen Wickelsinn aufweisen, ist die ablenkende Kraft bei identischem Strom um die Anzahl der Windungen multipliziert, weshalb diese Bauform von Galvanometer in der Anfangszeit auch als Multiplikator oder als Schweigger-Multiplikator bezeichnet wurde.
Diese frühen Galvanometer mit einer Kompassnadel stellten sogenannte tangentiale Galvanometer dar, da sie vor ihrer Benutzung im Erdmagnetfeld ausgerichtet werden mussten und dieses als Rückstellmoment nutzen. Spätere Bauformen mit astatischen Nadeln vermieden diesen störenden Einfluss (André-Marie Ampère, Leopoldo Nobili). Eine sehr empfindliche Bauform, das Spiegelgalvanometer, geht auf Arbeiten von William Thomson aus dem Jahr 1858, nach Vorarbeiten von Johann Christian Poggendorff aus dem Jahr 1826, zurück. Statt einer Nadel als Anzeige wird auf der Achse ein kleiner Spiegel montiert, und ein Lichtstrahl dient dabei als Anzeige auf einer Projektionswand. Damit konnten, bei hinreichend weiter Entfernung der Projektionswand, auch sehr kleine Auslenkungen des Spiegels angezeigt werden.
1882 erfanden unabhängig voneinander Jacques Arsène d’Arsonval und Marcel Depréz eine Form von Galvanometer, in der die radial bewegbare, auf Federn aufgehängte Spule mit einem Träger von einem starken Dauermagneten umgeben ist. Der magnetische Kreis wird im Außenbereich durch eine Befestigung aus ferromagnetischem Eisen sichergestellt, im Innenbereich der Spule durch einen starr angebrachten Zylinder aus Eisen. Die Spule bewegt sich radial frei in dem Spalt zwischen innen liegendem Eisenzylinder und außen liegendem Dauermagnet, was in guter Näherung einen linearen Zusammenhang zwischen Auslenkung der Spule und dem daran angebrachten Spiegel für die optische Anzeige und dem durch die Spule fließenden elektrischen Strom ergibt. Galvanometer nach d’Arsonval weisen bereits eine sehr hohe Empfindlichkeit auf. D’Arsonval konnte mit seinem Aufbau in den 1880er Jahren Ströme im Bereich weniger Mikroampere messen.
Edward Weston verbesserte das Galvanometer von d’Arsonval und patentierte diese Verbesserungen im Jahr 1888. Unter anderem brachte er eine feine, spiralförmige Feder am Spulenkörper an, im Aufbau ähnlich der Spiralfeder, wie sie in Uhren bei der Unruh eingesetzt wird, um so den Spulenkörper ohne Stromfluss in eine definierte Ruhelage zu bewegen und eine definierte Gegenkraft zur elektromagnetischen Auslenkung sicherzustellen. Weitere Verbesserungen betrafen die Form und Montage der außen angebrachten Permanentmagnete, um die Genauigkeit des Instruments über die Zeit sicherzustellen. Zudem ersetzte er den Spiegel durch einen Zeiger, der über eine Skala die direkte Ablesung des Messwertes erlaubte und so die umständliche Justage des Spiegels, der Projektionswand und der Lichtquelle bei dem Aufbau nach d’Arsonval vermied. Diese Bauform von Weston, auch als Zeigergalvanometer bezeichnet, stellt die Grundlage der auch heute bei elektromechanischen Anzeigen verwendeten Drehspulmesswerke dar. 1902 konstruierte Willem Einthoven ein Saitengalvanometer zur Erforschung der Aktionsströme des Herzens.

## Prinzipien

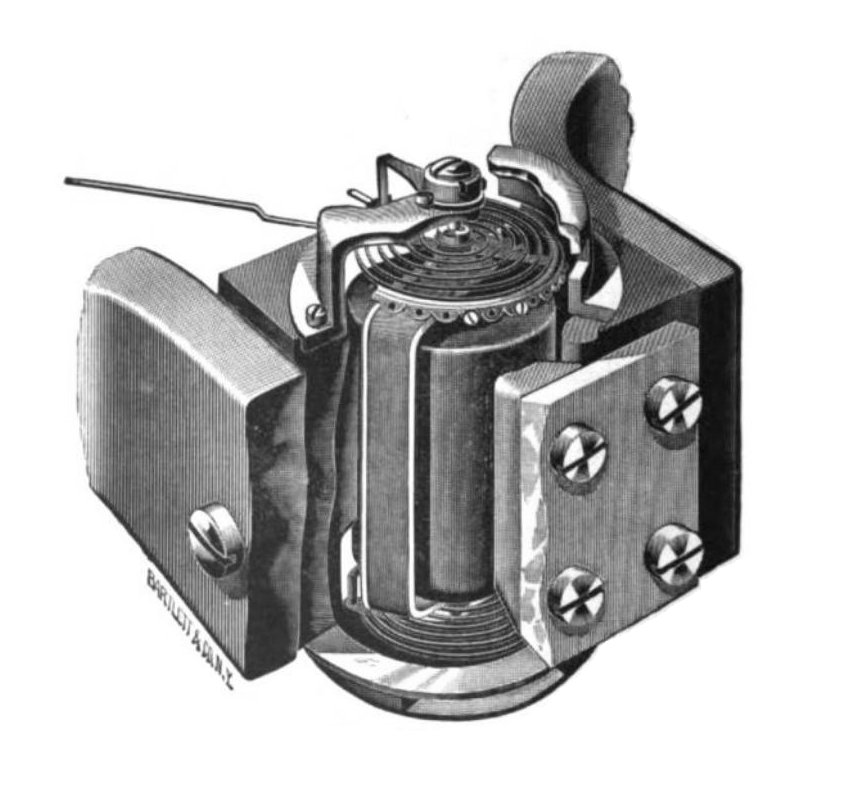
Zeigergalvanometer nach Weston, wie es heute noch in Drehspulmesswerken Verwendung findet

Es gibt verschiedene Ausführungen von Galvanometern, die sich nach Art der Ablesung, Lagerung und Empfindlichkeit unterscheiden. Wie viele andere analog anzeigende und elektromechanisch aufgebaute Messgeräte sind alle Galvanometer sehr stoßempfindlich und müssen durch geschlossene Gehäuse vor Luftströmungen geschützt werden.

### Ablesung

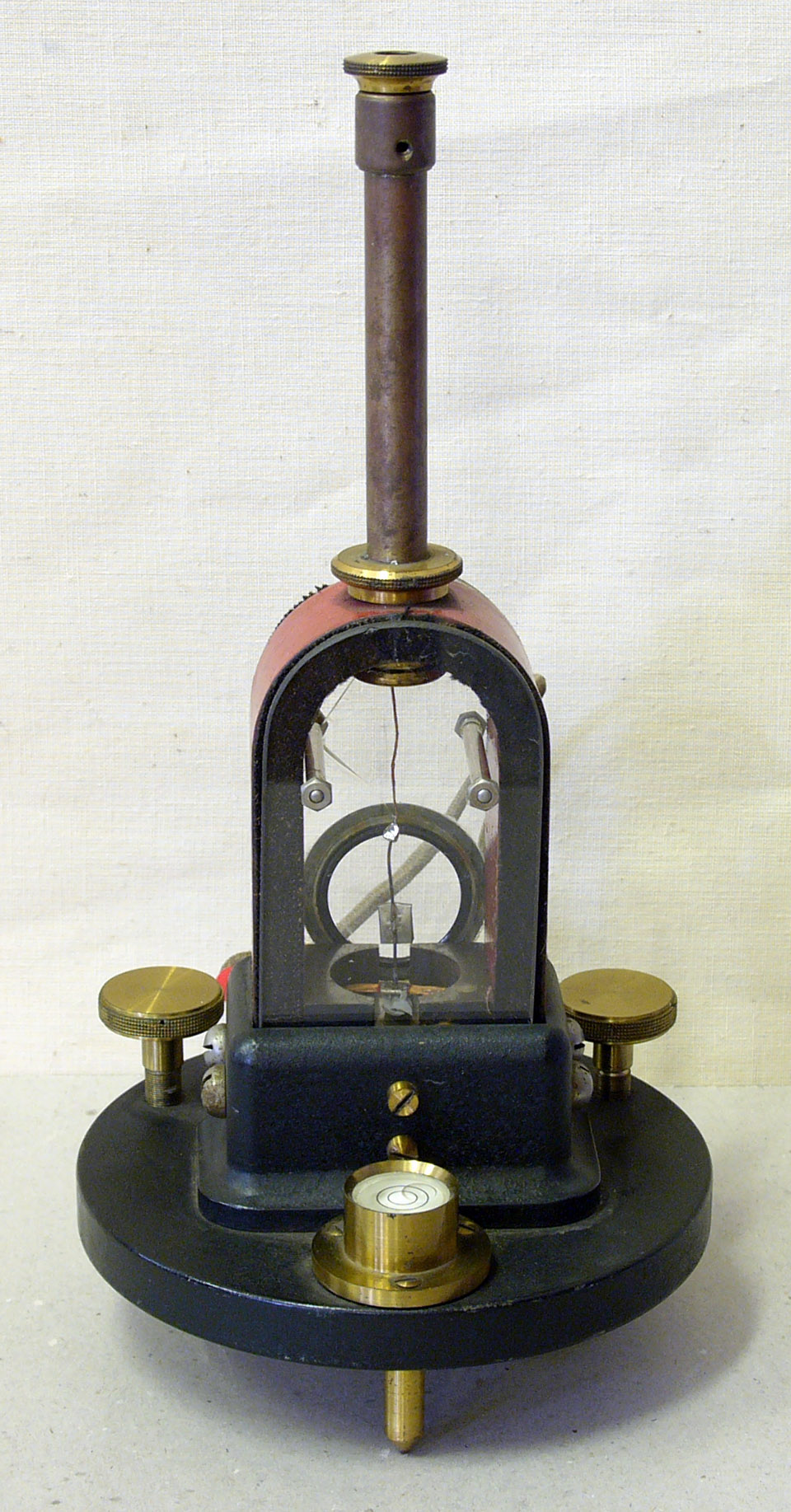
Historisches Spiegelgalvanometer

Folgende Prinzipien der Ablesung des Messwertes sind bekannt:
ZeigergalvanometerAn der Drehspule ist ein Zeiger angebracht, Anwendung findet dieser Typ in Drehspulmesswerken.
Spiegelgalvanometerbesitzen an Stelle des Zeigers einen kleinen Spiegel an der Drehspule. Eine von einer Projektionslampe oder einem Laser erzeugte Strichmarke wird vom Spiegel reflektiert und auf eine getrennt vom Galvanometer aufgestellte Skala projiziert. Spiegelgalvanometer können sehr empfindlich ausgelegt werden, da der masselose Lichtzeiger, entsprechend lichtstarke Projektionslampen bzw. Laser vorausgesetzt, nahezu beliebig lang gemacht werden kann. Auch verdoppelt sich durch die Reflexion der Ablenkwinkel. Nachteilig ist, dass es sich um drei getrennte Komponenten handelt, die aufeinander eingerichtet und justiert sein müssen.
LichtmarkengalvanometerSie vermeiden diese Nachteile, indem die drei Teile des Spiegelgalvanometers (Messwerk, Skale und Lampe mit Optik) in einem gemeinsamen Gehäuse untergebracht werden. Die Länge des Lichtzeigers ist durch die Größe des Gehäuses begrenzt; allerdings können mehrfache Spiegelungen im Inneren den Zeiger verlängern.

### Lagerung
Nach der Art der Lagerung werden die folgenden Typen unterschieden:
SpitzenlagerungBei Galvanometern mit Spitzenlagerung besitzt die Drehspule eine Achse mit Stahlspitzen, die in gefederten Edelsteinen gelagert sind. Die Stromzuführung zur Drehspule erfolgt über zwei Spiralfedern, die auch das Rückstellmoment des Zeigers in Richtung Nullposition liefern.
SpannbandlagerungGalvanometer mit Spannbandlagerung haben anstatt einer Achse zwei Metallbänder, die federnd gespannt sind. Die Bänder dienen der Stromzuführung zur Drehspule und deren Torsionsmoment zur Rückstellung. Eine besondere Bauart vereint die Funktionen der Rückstellung und die der Drehspule dadurch, dass nur noch eine einzige Drahtschleife durch zwei parallel gespannte Leiterfäden mit einem eingeklemmten Spiegel Verwendung findet, wodurch sich eine sehr kurze Reaktionszeit ergibt und oszillographische Aufzeichnungen möglich werden.
BandaufhängungGalvanometer mit Bandaufhängung haben ebenfalls zwei Metallbänder zur Stromzuführung. Die Drehspule ist an einem der Bändchen senkrecht aufgehängt, dessen geringes Torsionsmoment der Rückstellung dient. Das tragende Bändchen kann so dünn ausgeführt werden, dass es gerade in der Lage ist, das Gewicht der Drehspule auszuhalten. Mit diesen Geräten wird die höchste Empfindlichkeit erreicht.
Jede drehfedernd montierte Masse tendiert wie die Unruh einer Uhr zu Schwingungen. Ein Stromimpuls, also das Integral eines nur kurzzeitig (typisch: Bruchteile einer Sekunde) fließenden Stroms kann über die bewirkte Amplitude, also den Spiegel- oder Zeigermaximalausschlag gemessen werden. Um Dauerströme (Wechselstrom muss gleichgerichtet werden) zu messen, braucht es eine möglichst ruhige Anzeige durch geeignete Dämpfung. Ein sich in Luft drehender Spiegel kann durch die Viskosität der Luft gegenüber dem sehr geringen Rückstellmoment eines Drehfadens schon passend gedämpft werden. Manche Zeiger-Galvanometer nach Weston haben in rückwärtiger Verlängerung des Zeigers ein Paddel, das in einem geschlitzten und mit geringem Spaltabstand verlaufenden Torussegment Luft schiebt, womit sich eine sehr starke Dämpfung mit einer Zeitkonstante von über einer Sekunde realisieren lässt. Geläufig ist jedoch, dass die Spule auf einen zarten Alurahmen gewickelt wird, dessen Bewegung im Magnetfeld Ströme induziert, die der Ursache entgegenwirken, also dämpfen.

### Astatische Nadeln

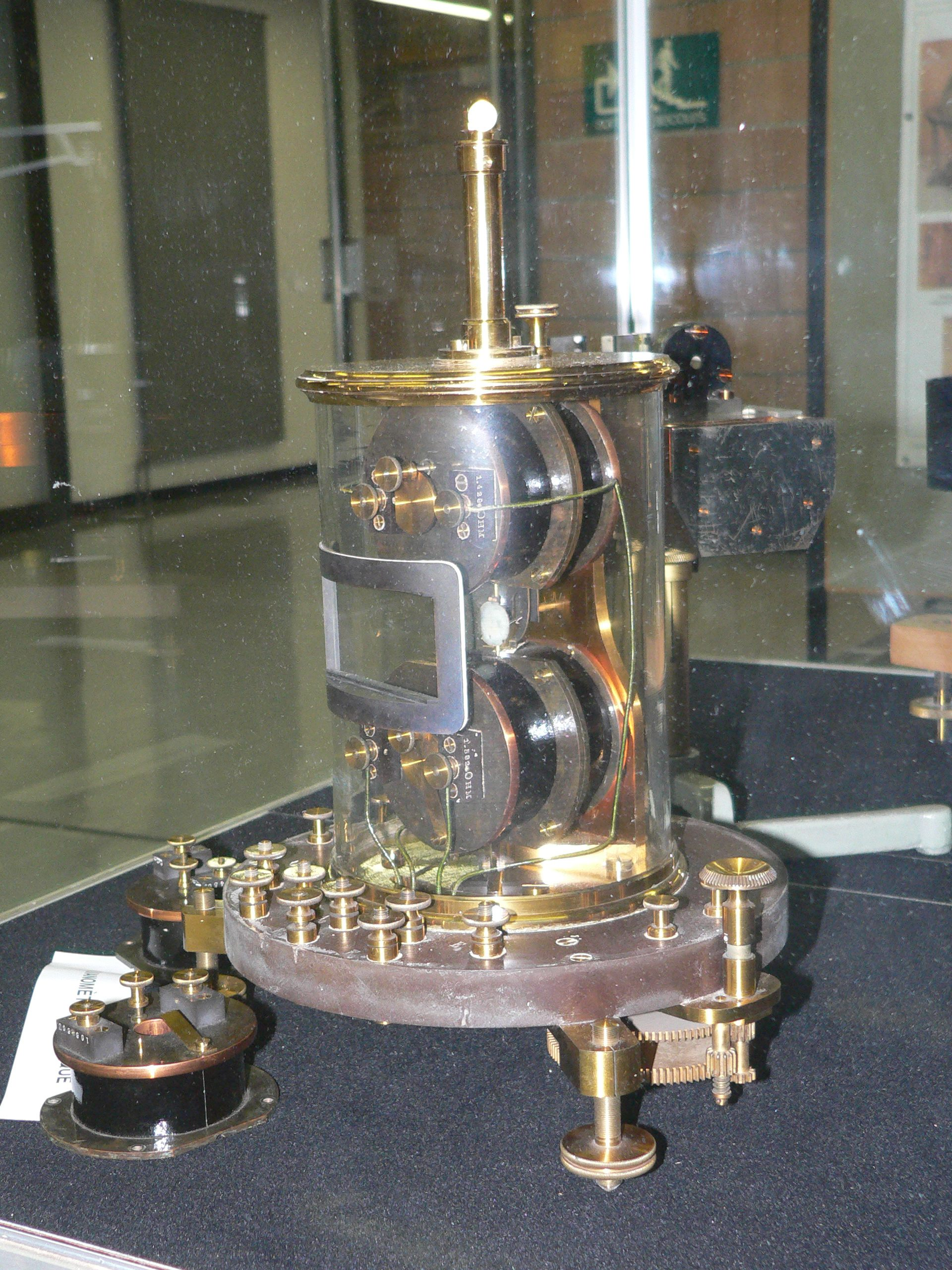
Galvanometer mit astatischen Nadeln, Schutzzylinder aus Glas mit planem Fenster zum Spiegel

Galvanometer mit astatischen Nadeln stellen eine Form von Galvanometer dar, die vom italienischen Physiker Leopoldo Nobili um 1826 erfunden wurde.
Bei diesem Aufbau sind zwei gleich starke hartmagnetische Nadeln parallel untereinander mit entgegengesetzter Polarisierung und an einem Faden befestigt. Durch die entgegengesetzte Polung wird der Einfluss des Erdmagnetfeldes eliminiert, der Messaufbau wird astatisch. Dieser Aufbau kann in jeder Position, in die er gebracht wird, verbleiben, ohne sich wieder am Erdmagnetfeld auszurichten. Um eine Messung von Fremdkräften zu ermöglichen, darf der Einfluss des Erdmagnetfeldes nicht komplett eliminiert werden, da die Nadel sonst nicht in ihre Ausgangslage gebracht werden kann. Um die Empfindlichkeit zum Erdmagnetfeld zu steuern, wird ein Berichtigungsstab genutzt. Dieser magnetische Stab wird in Wirkrichtung des Erdmagnetfeldes unter die Nadeln gelegt. Er wirkt auf die untere Nadel, und sein Einfluss auf kann durch die Distanz zu dieser gesteuert werden.

### Galvanometerkonstante
Anstelle der Empfindlichkeit wird die Galvanometerkonstante als deren Kehrwert angegeben, vorzugsweise die Stromkonstante {\displaystyle G={\tfrac {I}{\alpha }}={\tfrac {\text{Strom}}{\text{Ausschlag}}}}. Je nach Ausführung werden gekennzeichnet:
stromempfindliche Galvanometermit ihrer Stromkonstante; sie soll für hohe Empfindlichkeit klein sein. Je kleiner die Konstante ist, desto größer ist der Ausschlag bei gegebenem Strom.
spannungsempfindliche Galvanometermit ihrer Spannungskonstante U/α (= Stromkonstante × (innerer + erforderlicher äußerer Widerstand)). Die Anforderung an den Widerstand des äußeren Stromkreises ergibt sich aus der notwendigen Dämpfung, bei der sich das Messwerk aperiodisch einstellt. Dazu ist die Schaltung passend auszulegen. Große Spannungsempfindlichkeit erfordert auch die Anpassung des Messwerkwiderstandes an den Widerstand des Messkreises unter Berücksichtigung der richtigen Dämpfung des Messwerks.

## Verwendung
Die wahrscheinlich größte Verwendung von Galvanometern erfolgte in Form des D'Arsonval/Weston-Typs, der in analogen Messgeräten von elektronischen Geräten eingesetzt wurde. Seit den 1980er Jahren wurden galvanometerbasierte analoge Messbewegungen in vielen Anwendungsbereichen durch Analog-Digital-Wandler ersetzt. Die Vorteile eines digitalen Instruments liegen in der höheren Präzision und Genauigkeit, aber Faktoren wie Energieverbrauch oder Kosten können weiterhin für den Einsatz von analogen Messbewegungen sprechen.

### Moderne Anwendungen
Die meisten modernen Anwendungen des Galvanometer-Mechanismus finden sich als Antrieb in Positionierungs- und Steuerungssystemen.

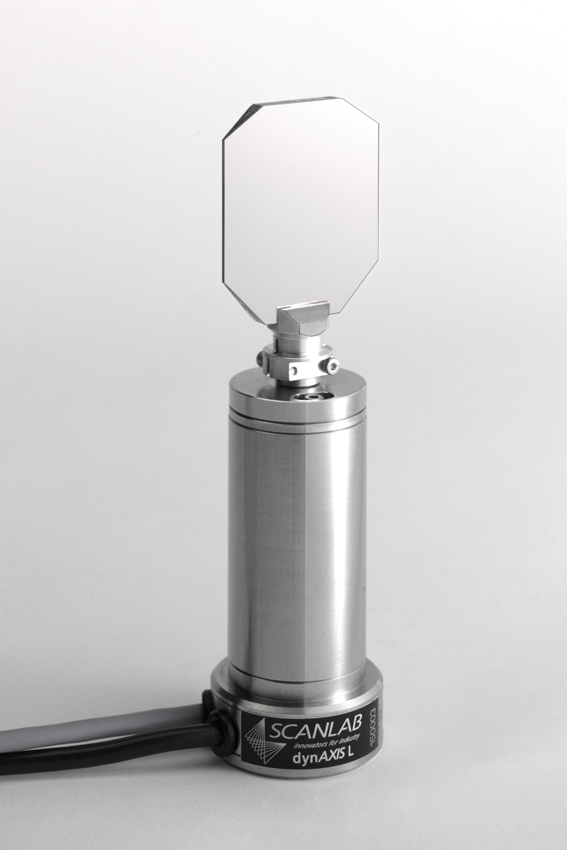
Galvanometerspiegel

Zur schnellen Drehung von Spiegeln und zur schnellen Bewegung von Leseköpfen in Festplattenspeichern und in CD-Spielern sind Galvanometerantriebe weiterhin Stand der Technik. Galvanometer haben im Vergleich zu Piezoantrieben oder anderen Aktuatoren den Vorteil niedriger Kosten und großer (Winkel-)Hübe. Man unterscheidet Galvanometerantriebe mit bewegten Spulen und solche mit bewegten Magneten. In beiden Fällen wird der Winkel zwischen einer Spule und einem Magneten durch Einstellen des elektrischen Stroms in der Spule gesteuert.
Durch Galvanometerantrieb bewegte Spiegel werden vor allem eingesetzt, um Laserstrahlen im Raum zu bewegen. Laserscanner mit Galvanometerantrieb kommen in Lasershow-Geräten, in Materialbearbeitungsmaschinen – z. B. Lasersintermaschinen, Stereolithographiemaschinen und Laserbeschrifter – aber auch in dermatologischen und ophthalmologischen Geräten zum Einsatz. Die Spiegeldrehung wird üblicherweise mit Hilfe eines eingebauten Winkellagegebers gemessen und mit dessen Ausgangssignal elektronisch geregelt. Fast alle diese Galvanometerantriebe sind vom Typ bewegter Magnet (siehe Vom Galvanometer zum Galvoscanner). Ein großes Problem moderner Spiegelgalvanometer stellt die sehr hohe Winkelbeschleunigung in axialer Richtung dar. Die aufgesetzten, sehr dünnen Spiegel, können sich bei hohen Drehmomenten bereits verformen und beginnen dabei, sich während der Bewegung aufzuschwingen. Daraus können diverse Abbildungsfehler resultieren.
Für spezielle Anwendungen werden auch resonante Galvanometer gefertigt; diese schwingen mit einer festen Winkelamplitude um die Drehachse. Resonante Spiegelgalvanometer werden in bestimmten Druckanwendungen oder der Raumfahrt angewandt. Im Vakuum ist die fettfreie Lagerung ein entscheidender Vorteil.
Galvanometerantriebe in CD-Leseköpfen werden vor allem in CD-Spielern für Autos eingesetzt, bei denen es darauf ankommt, Stoßunempfindlichkeit zu erreichen. Galvanometerantriebe in Festplattenspeichern bewegen den magnetischen Lesekopf über die Scheibe; sie sind durchweg vom Typ bewegter Spule, um die Massenträgheit, und somit die Zugriffszeiten, so niedrig wie möglich zu halten.

### Frühere Anwendungen

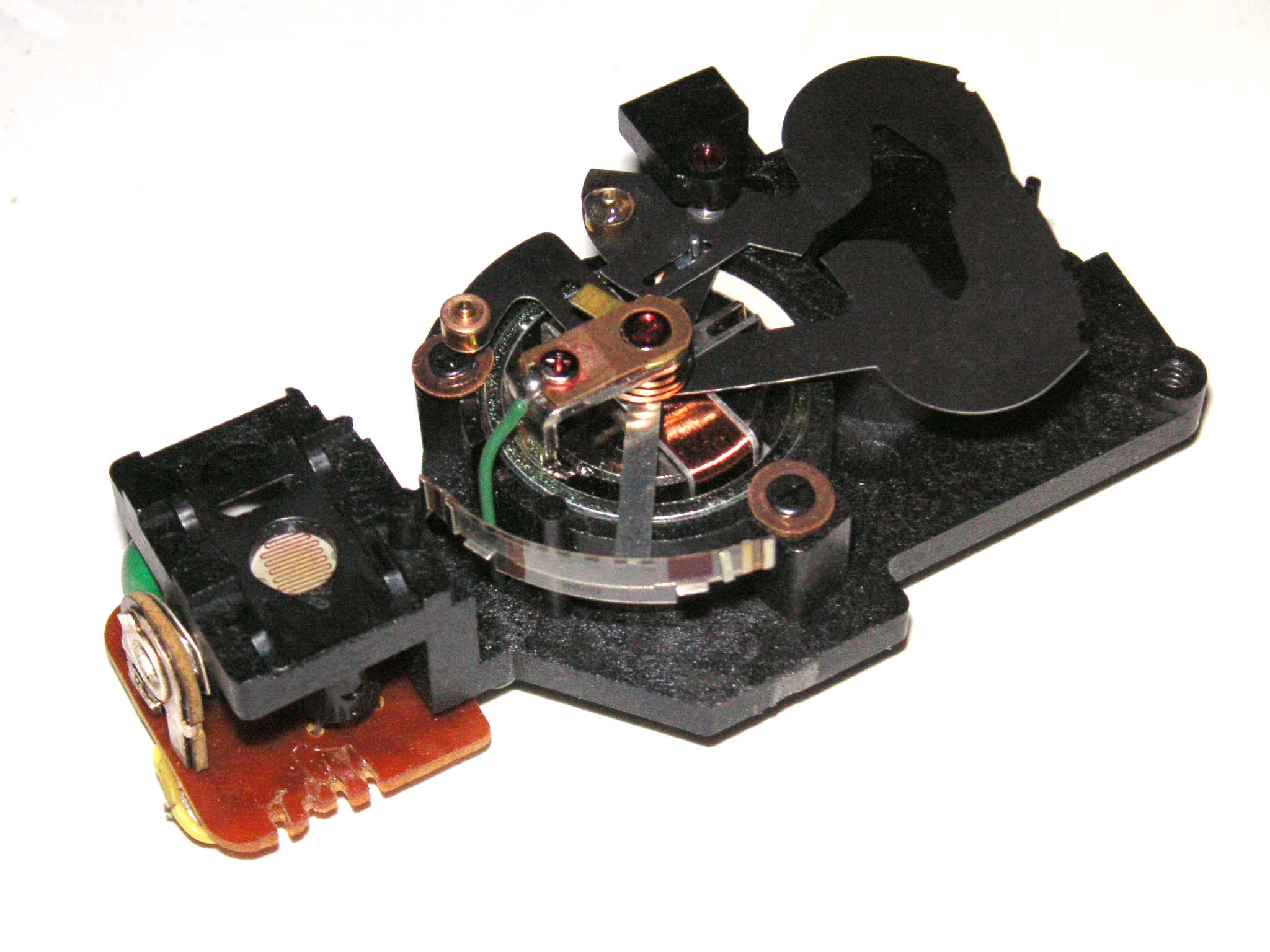
Ein Galvanometer-Mechanismus (mittlerer Teil), der in einer automatischen Belichtungseinheit einer 8-mm-Filmkamera zusammen mit einem Fotowiderstand (sichtbar im Loch oben links) verwendet wird.

Eine der Hauptanwendungen von Galvanometern in der Vergangenheit war die Fehlersuche in Telekommunikationskabeln. In diesem Bereich wurden sie Ende des 20. Jahrhunderts durch Zeitbereichsreflektometer ersetzt.
Galvanometer-Mechanismen wurden auch verwendet, um Messwerte von Fotowiderständen in den Belichtungsmessmechanismen von Filmkameras zu erhalten.
In analogen Messschreibern, wie sie in Elektrokardiografen, Elektroenzephalografen und Polygraphen verwendet werden, wurden Galvanometer-Mechanismen zur Positionierung des Stifts eingesetzt. Streifendiagramm-Schreiber mit galvanometergesteuerten Stiften können eine Vollfrequenzantwort von 100 Hz und mehrere Zentimeter Ablenkung aufweisen.

## Dynamisches Verhalten
Das dynamische Verhalten eines Galvanometers wird über die folgende Differentialgleichung beschrieben:
{\displaystyle \Theta \cdot {\ddot {\varphi }}+\rho \cdot {\dot {\varphi }}+D\cdot \varphi =A\;B\;N\cdot I_{\text{ges}}}
Dabei ist {\displaystyle \varphi } der zeitabhängige Ausschlagswinkel des Galvanometers, {\displaystyle {\dot {\varphi }}} dessen Änderung über der Zeit, also die Winkelgeschwindigkeit des Zeigers und {\displaystyle {\ddot {\varphi }}} die Winkelbeschleunigung. Die Konstanten sind das Trägheitsmoment Θ des rotierenden Teils, die mechanische Dämpfungskonstante ρ, die Federkonstante D der Rückstellfeder, die Spulenfläche A, die magnetischer Induktion B des Dauermagneten und die Windungszahl N. Iges ist die Gesamtstromstärke durch die Spule aus Messstrom und durch Bewegungsinduktion erzeugtem Strom. Da der ablesbare Ausschlag α (Bogenlänge, oft in Millimeter angegeben) von der Zeigerlänge abhängt, kommt beim Übergang von φ nach α noch ein Geometriefaktor g hinzu, und die Galvanometerkonstante ergibt sich zu
{\displaystyle G={\frac {gD}{ABN}}}

## Praktische Ausführungen

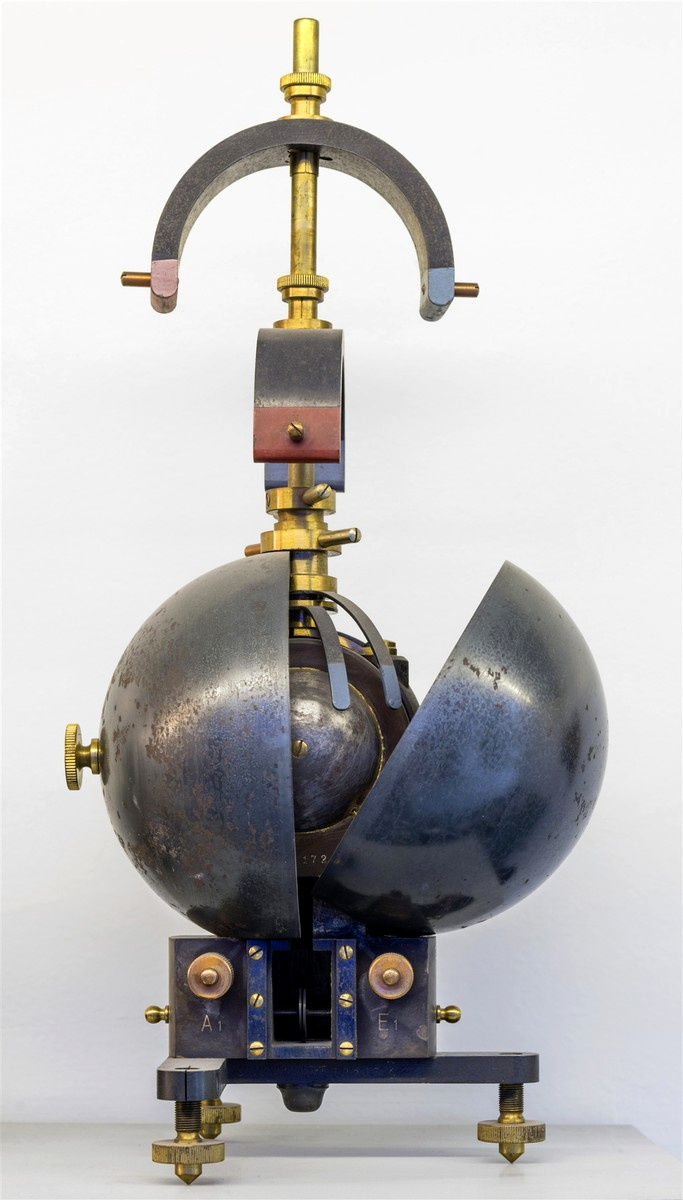
Kugelpanzergalvanometer

Bedingt durch die Anwendung als Nullindikator oder zum Nachweis kleinster Ströme ist bei Galvanometern die maximale Auflösung, das heißt der kleinste Messwert, der noch sichtbar gemacht werden kann, die bestimmende Größe.
Zeigergalvanometer mit Spitzenlagerungsind robuste Betriebsmessgeräte, deren maximale Auflösung im Bereich von einem Mikroampere (10−6 A) liegt.
Zeigergalvanometer mit Spannbandlagerungkönnen, bedingt durch den Wegfall der Lagerreibung, eine Auflösung von 10−8 A erreichen. Sie sind jedoch stoßempfindlicher als Geräte mit Spitzenlagerung.
Lichtmarkengalvanometer mit Spannbandlagerungerreichen je nach Ausführung der Spannbänder Auflösungen um 10−9 A.
Spiegelgalvanometer mit Spannbandlagerungerreichen durch ihren längeren Zeiger Auflösungen von unter 10−10 A.
Spiegelgalvanometer mit Bandaufhängungerreichen Auflösungen kleiner als 10−12 A. Das sind Laborgeräte aus handwerklicher Einzelfertigung. Sie müssen bei Transport und Aufstellung vor Erschütterungen geschützt werden und daher auf einer schwingungsisolierten Unterlage aufgestellt werden. Die Drehspule muss senkrecht hängen; dazu sind die Gehäuse mit Libellen und Stellschrauben zur vertikalen Ausrichtung versehen. Zum Transport muss das Bändchen entlastet und die Drehspule arretiert werden; ein Kurzschluss zwischen den Eingangsklemmen behindert Eigenbewegungen (maximale Wirbelstromdämpfung). Wenn Störfelder ferngehalten werden können, sind diese Geräte auch heute (2005) empfindlicher als elektronische Messungen, die im Bereich sehr kleiner Ströme Probleme mit Störgrößen wie Rauschen, Leckströmen, Drift und Temperaturabhängigkeit haben.
Ballistische Galvanometerwerden dynamisch betrieben. Ein Stromimpuls führt zu einem Drehimpuls. Der Maximalausschlag ist proportional zur Ladungsmenge, die durch das Galvanometer geflossen ist.
Kriechgalvanometersind stark gedämpft und haben keine Rückstellkraft. Der Zeiger muss von Hand zurückgestellt werden. Angezeigt wird die Ladung, die durch das Gerät geflossen ist.
KugelpanzergalvanometerBei dieser Bauform ist die Drehspule im Inneren durch weichmagnetische Eisenhalbkugeln, welche im Betrieb zu einer äußeren Kugel geschlossen werden, gegen die Einwirkung von niederfrequenten äußeren und störenden Magnetfeldern geschützt.

## Vom Galvanometer zum Galvoscanner

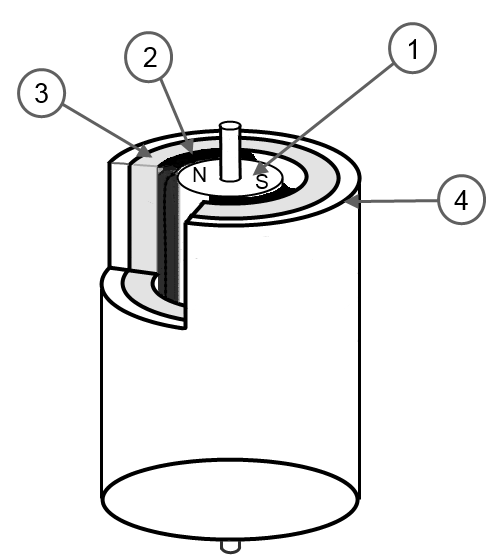
1–Rotor (Dauermagnet) 2–Stator (Spulen) 3–Eisenkern 4–Äußere Wand

Mit Galvanometerantrieb bewegte Spiegel bezeichnet man als Galvanometerscanner oder kurz Galvoscanner. Ein Galvoscanner soll möglichst hohe Geschwindigkeiten und Beschleunigungen erreichen. Dazu müssen Reibung und Trägheitsmomente so klein wie möglich sein. Daher werden bei Galvanoscannern mit bewegter Spule vorzugsweise Aluminiumspulen statt Kupferspulen verwendet.
Für eine hohe Dynamik muss auch die Kühlung der Spule so gut wie möglich sein. Eine Rotorspule in Luft ist aber thermisch schlecht an ihre Umgebung angebunden. Außerdem verformt sich eine luftdurchflossene Spule durch die auftretenden Zentrifugalkräfte. Diese Nachteile kann man durch Systeme vermeiden, bei denen sich der Magnet bewegt und die Spule ruht. Die meisten Systeme werden heutzutage in dieser Ausführung produziert. Das bringt mehrere Vorteile mit sich: zum Rotor benötigt man keine elektrischen Kontakte, die Spule verformt sich durch die hohen Geschwindigkeiten nicht mehr und die Kühlung der Spulenwindungen kann über eine größere Fläche und bessere thermische Anbindung realisiert werden. Eine angemessene Konstruktion des Magneten garantiert gleichbleibende Eigenschaften bis etwa 135 °C.
Im Bild rechts sind der Rotor (1) als Dauermagnet, ein kleiner Luftspalt und die gewickelten Spulen (2) auf dem Eisenkern (3) erkennbar. Die äußere Wand (4) ist aus Metall und dient zur Kühlung der Spulen. Die besten Eigenschaften eines solchen Galvoscanners erreicht man mit Dauermagneten aus Neodym-Eisen-Bor.